# Plover (Wisconsin)
Plover is een plaats (village) in de Amerikaanse staat Wisconsin, en valt bestuurlijk gezien onder Portage County.

## Demografie
Bij de volkstelling in 2000 werd het aantal inwoners vastgesteld op 10.520. In 2006 is het aantal inwoners door het United States Census Bureau geschat op 11.378, een stijging van 858 (8,2%).

## Geografie
Volgens het United States Census Bureau beslaat de plaats een oppervlakte van 23,0 km², waarvan 22,0 km² land en 1,0 km² water.

## Plaatsen in de nabije omgeving
De onderstaande figuur toont nabijgelegen plaatsen in een straal van 20 km rond Plover.